# Münster (bij Dieburg)
Münster is een gemeente in de Duitse deelstaat Hessen, gelegen in de Landkreis Darmstadt-Dieburg.
Münster telt 14.450 inwoners.
Alsbach-Hähnlein ·
Babenhausen ·
Bickenbach ·
Dieburg ·
Eppertshausen ·
Erzhausen ·
Fischbachtal ·
Griesheim ·
Groß-Bieberau ·
Groß-Umstadt ·
Groß-Zimmern ·
Messel ·
Modautal ·
Mühltal ·
Münster ·
Ober-Ramstadt ·
Otzberg ·
Pfungstadt ·
Reinheim ·
Roßdorf ·
Schaafheim ·
Seeheim-Jugenheim ·
Weiterstadt